# 127005 Pratchett
127005 Pratchett este un asteroid din centura principală de asteroizi.

## Descriere
127005 Pratchett este un asteroid din centura principală de asteroizi. A fost descoperit pe 1 aprilie 2002 la Needville de Joseph A. Dellinger și William G. Dillon. Asteroidul prezintă o orbită caracterizată de o semiaxă mare de 2,36 ua, o excentricitate de 0,20 și o înclinație de 7,3° în raport cu ecliptica.